# Епархия Мо
Епархия Мо (лат. Dioecesis Meldensis) — епархия Римско-Католической церкви с центром в городе Мо, Франция. Епархия Мо входит в митрополию Парижа и распространяет свою юрисдикцию на территорию департамента Сена и Марна. Кафедральным собором епархии Мо является базилика святого Стефана.

## История
Епархия Невера была основана в конце IV века. Первоначально она входила в митрополию Санса. В средние века в городе Мо в 845, 965, 1082, 1204, 1229 и 1240 годах проходили региональные церковные соборы. В XII веке началось строительство готического собора святого Стефана, которое завершилось в XVI веке.
В XVI веке в епархии Мо стали распространяться последователи лютеранства. В 1622 году епархия Мо вошла в парижскую митрополию.
29 ноября 1801 года после конкордата с Францией Римский папа Пий VII издал буллу Qui Christi Domini, которой присоединил к епархии Мо территории упразднённых епархии Шалон-ан-Шампаня и архиепархии Реймса.
6 октября 1822 года Римский папа Пий VII издал буллу Paternae charitatis, которой восстановил епархию Шалон-ан-Шампаня и архиепархию Реймса, возвратив их территорию из епархии Мо.

## Ординарии епархии
| - епископ святой Сантин (350); - епископ святой Антонин (IV век); - епископ Мансуэт (IV век); - епископ Модест (389—393); - епископ Ахер; - епископ Риол; - епископ Промер; - епископ Примит; - епископ Принципий; - епископ святой Ригомер; - епископ Кресценций; - епископ Аний; - епископ Пресидий; - епископ Промисс; - епископ Медовий (549—552); - епископ Эден; - епископ Баудовальд; - епископ Гундобальд (614—625); - епископ святой Фарон (626 — 28.10.672); - епископ святой Хильдеберт (672 — 27.03.680); - епископ Херлинг (680—685); - епископ святой Патусий; - епископ святой Эбрегизиль; - епископ Ландерик (фр.); - епископ Хельдоальд; - епископ Адольф; - епископ Рагемар; - епископ Сигенольд; - епископ Эрлаурий; - епископ Айхиденер; - епископ Роман (748—757); - епископ Вульфран (757—769); - епископ Брумер; - епископ Хильдрик (800—823); - епископ Хуберт I (823—853/854); - епископ Хильдегарий (854/855 — декабрь 875); - епископ Рагенфрид (875—880); - епископ Сегемунд (881—887); - епископ Ингельран (900 — ?); - епископ Хуберт II (909 — ?); - епископ Агоний; - епископ Ротхард (936 — ?); - епископ Гидрик (947 — ?); - епископ Агерак (962 — ?); - епископ Эрхенрад (986—995); - епископ святой Гильберт (995—1015); - епископ Макарий (1015—1026); - епископ Бернер (1028 — ?); - епископ Дагоберт; - епископ Готье Савер (1045 — 19.10.1082); - епископ Роберт I (1082—1083); - епископ Готье де Шамбли (2.11.1085 — 26.07.1102); - епископ Манассе I (1103 — 13.01.1120); - епископ Буркард (1120 — 4.01.1134); - епископ Манассе II (1134 — 23.04.1158); - епископ Рено (1158/1159 — 1161); - епископ Юг (1161 — 7.09.1161); - епископ Этьенн де ла Шапель (1162—1171) — назначен архиепископом Буржа; - епископ Пьетро (1172—1174/1175); - епископ Пьер II (1175); - епископ Симон ле Лизи (1177—1194/1195); - епископ Ансо (1196/1197 — 8.01.1207); - епископ Жоффруа де Тресси (1207—1213); - епископ Гильом де Немур (1214 — 19.08.1221); - епископ Амори (1221—1222/1223); - епископ Пьер де Кюизи (1223—1255); - епископ Алерм де Кюизи (1255 — 13.10.1267); - епископ Жан де Пуэнси (1267 — 27.10.1269); - епископ Жан де Гарланд (1269—1272); - епископ Эд (? — ноябрь 1274); - епископ Жан III (1274—1288); - епископ Адан де Водуа (1289 — 13.02.1298); | - епископ Жоффруа (Буттикуларий) (1298); - епископ Жан де Монроль (3.10.1298 — 12.02.1304); - епископ Никола Воле (1305 — 18.04.1308); - епископ Симон Фестю (18.10.1308 — 30.12.1317); - епископ Гильом де ла Брос (14.12.1318 — 27.02.1321) — назначен архиепископом Буржа; - епископ Пьер Жан де Мусси (17.02.1321 — 7.10.1325) — назначен епископом Вивье; - епископ Гильом Дюран де Сен-Пурсен (13.03.1326 — 10.09.1334); - епископ Жан де Мёлан (12.10.1334 — 3.01.1351) — назначен епископом Нуайона; - епископ Филипп де Витри (3.01.1351 — 9.06.1361); - епископ Жан Руайе (6.09.1361 — 29.04.1377); - епископ Гильом де Дорман (11.02.1379 — 17.10.1390) — назначен архиепископом Санса; - епископ Пьер Френель (17.10.1390 — 20.08.1409) — назначен епископом Нуайона; - епископ Жан де Сен (20.08.1409 — 20.09.1418); - епископ Робер де Жирем (10.07.1419 — 19.01.1426); - епископ Жан де Бриу (8.04.1426 — 17.08.1435); - епископ Паскье де Во (23.09.1435 — 25.10.1439) — назначен епископом Эврё; - епископ Пьер де Версай (25.09.1439 — 11.11.1446); - епископ Жан Ле Мёнье (15.05.1447 — 22.06.1458); - епископ Жан дю Драк (2.05.1459 — 17.05.1473); - епископ Тристан де Салазар (25.06.1473 — 26.09.1474) — назначен архиепископом Санса; - епископ Луи де Мелён (26.09.1474 — 13.05.1483); - епископ Жан Люилье (6.06.1483 — 21.09.1500); - епископ Жан де Пьерпон (13.11.1500 — 2.09.1510); - епископ Луи Пинеот (30.04.1511 — 1515); - епископ Гильом Брисонне (31.12.1515 — 24.01.1534); - епископ Антуан Дюпра (20.02.1534 — 9.07.1535); - епископ Жан де Бю (13.08.1535 — 9.10.1552); - епископ Луи де Брезе (13.09.1553 — 1564); - епископ Жан дю Тийе (5.08.1564 — декабрь 1570); - епископ Луи де Брезе (3.04.1571 — 15.09.1589) — вторично; - епископ Александр де ла Марш (15.10.1589 — ?); - епископ Жан Тушар (28.07.1594 — 1597); - епископ Луи Опиталь (13.07.1597 — 1602); - епископ Жан де Вьёпон (22.04.1602 — 16.08.1623); - епископ Жан де Белло (15.07.1624 — 16.08.1637); - епископ Доминик Сегье (10.01.1639 — 16.05.1659); - епископ Доминик де Линьи (16.05.1659 — 27.04.1681); - епископ Жак-Бенинь Боссюэ (17.11.1681 — 12.04.1704); - кардинал Анри-Понс де Тьяр де Бисси (9.02.1705 — 26.07.1737); - епископ Антуан-Рене де ла Рош де Фонтений (16.12.1737 — 7.01.1759); - епископ Жан-Луи де ла Мартони де Коссад (9.04.1759 — 3.02.1779); - епископ Камиль-Луи-Аполлинер де Полиньяк (12.07.1779 — 10.11.1801); - епископ Луи-Матья де Барраль (14.04.1802 — 1.02.1805) — назначен архиепископом Тура; - епископ Жан-Поль Фодоа (30.01.1805 — 8.09.1819); - епископ Жан-Жозеф-Мари-Виктуар де Коснак (3.09.1891- 19.04.1830) — назначен архиепископом Санса; - епископ Ромен-Фредерик Галлар (19.04.1830 — 14.01.1839) — назначен вспомогательным епископом архиепархии Реймса; - епископ Огюст Аллу (19.01.1839 — 30.08.1884); - епископ Эмманюэль-Мари-Анж де Брие (30.08.1884 — 11.12.1909); - епископ Эмманюэль-Жюль-Мари Марбо (3.02.1910 — 31.05.1921); - епископ Луи-Жозеф Гайяр (21.11.1921 — 25.09.1931) — назначен архиепископом Тура; - епископ Фредерик Эдуард Камиль Лами (16.08.1932 — 20.08.1936) — назначен архиепископом Санса; - епископ Жозеф Эврар (1.02.1937 — 25.07.1942); - епископ Жорж-Луи-Камиль Дебре (25.07.1942 — 29.04.1961); - епископ Жак-Эжен-Луи Менаже (7.12.1961 — 13.07.1973) — назначен архиепископом Реймса; - епископ Луи Кюэн (13.05.1974 — 27.08.1986); - епископ Ги Этьенн Жермен Гоше (27.08.1986 — 7.05.1987); - епископ Луи-Пьер-Жозеф Корне (31.07.1987 — 17.08.1999); - епископ Альбер-Мари Жозеф Сирий де Монлеон (17.08.1999 — 9.08.2012) - епископ Жан-Ив Намья (с 9.08.2012 по настоящее время). |  |

## Источник
- Annuario Pontificio, Libreria Editrice Vaticana, Città del Vaticano, 2003, ISBN 88-209-7422-3
- Pius Bonifacius Gams, Series episcoporum Ecclesiae Catholicae, Leipzig 1931, стр. 575—576  (лат.)
- Konrad Eubel, Hierarchia Catholica Medii Aevi, vol. 1 Архивная копия от 9 июля 2019 на Wayback Machine, стр. 333—334; vol. 2 Архивная копия от 4 октября 2018 на Wayback Machine, стр. 189; vol. 3 Архивная копия от 21 марта 2019 на Wayback Machine, стр. 240; vol. 4 Архивная копия от 4 октября 2018 на Wayback Machine, стр. 237; vol. 5, стр. 263; vol. 6, стр. 284  (лат.)
- Булла Qui Christi Domini, Bullarii romani continuatio, Tomo XI, Romae 1845, стр. 245—249  (лат.)
- Catholic Encyclopedia, статья Diocese of Meaux  (англ.)